# Chloro(cyclopentadiényl)bis(triphénylphosphine)ruthénium(II)
Le chloro(cyclopentadiényl)bis(triphénylphosphine)ruthénium(II) est un complexe organométallique de ruthénium à l'état d'oxydation +2 et de formule chimique (η5-C5H5)RuCl(PPh3)2, où PPh3 représente les ligands triphénylphosphine P(C6H5)3. La molécule a une symétrie Cs.
Il s'agit d'un solide cristallisé orange stable au contact de l'air, soluble dans le chloroforme CHCl3, le dichlorométhane CH2Cl2 et l'acétone OC(CH3)2 ; utilisé dans un certain nombre de réactions en chimie organométallique. 

## Synthèse
Le chloro(cyclopentadiényl)bis(triphénylphosphine)ruthénium(II) a été annoncé pour la première fois en 1969 comme produit de la réaction du dichlorotris(triphénylphosphine)ruthénium(II) RuCl2(PPh3)3 avec du cyclopentadiène C5H6 :
RuCl2(PPh3)3 + C5H6 ⟶ (η5-C5H5)RuCl(PPh3)2 + HCl.
On l'obtient généralement en chauffant un mélange de chlorure de ruthénium(III) RuCl3, de triphénylphosphine P(C6H5)3 et de cyclopentadiène C5H6 dans l'éthanol.

## Réactions
Le chloro(cyclopentadiényl)bis(triphénylphosphine)ruthénium(II) peut intervenir dans diverses réactions qui passent souvent par la substitution de l'anion chlorure. Avec le phénylacétylène C6H5CCH, il donne un complexe de phénylvinylidène :
(η5-C5H5)(PPh3)2RuCl + HC2Ph + NH4[PF6] ⟶ [(η5-C5H5)Ru(C:CHPh)(PPh3)2][PF6] + NH4Cl.
Le déplacement de l'un des ligands PPh3 par le monoxyde de carbone donne un composé chiral :
(η5-C5H5)RuCl(PPh3)2 + CO ⟶ (η5-C5H5)RuCl(PPh3)(CO) + PPh3.
Ce composé peut également être converti en hydrure :
(η5-C5H5)RuCl(PPh3)2 + NaOMe ⟶ (η5-C5H5)RuH(PPh3)2 + NaCl + HCHO.
L'hexafluorophosphate de (cyclopentadiényl)ruthénium tris(acétonitrile) [(η5-C5H5)Ru(CH3CN)3]+[PF6]− est un composé apparenté ayant trois ligands labiles acétonitrile CH3CN.

## Application
Le chloro(cyclopentadiényl)bis(triphénylphosphine)ruthénium(II) est utilisé comme catalyseur dans diverses réactions. En présence d'hexafluorophosphate d'ammonium NH4PF6, il catalyse par exemple l'isomérisation d'alcools allyliques en carbonyles saturés correspondants.